# Pedro Pineda (futbolista)
Pedro Pineda Deras (Ciudad de México, México, 30 de noviembre de 1971), es un futbolista mexicano retirado, jugaba como delantero y su equipo último fue el Puebla F. C. de la Primera División de México.

## Trayectoria
En abril de 1991 que Pineda llegó a formar parte del equipo de fuerzas básicas del club italiano el AC Milan pero a última hora el club "Rossonero" decidió descartarlo. De regreso en México comenzó con las Chivas del Guadalajara en la temporada 1991-1992 donde tuvo una escasa participación. En junio de 1992 Pineda es traspasado al las Águilas del América, fichaje que en ese entonces causó controversia. Arrancando así la temporada 1992-1993 sin mucho éxito. Su primera salida de las Águilas se dio en el verano de 1995. En ese mismo tiempo pasa ser parte del equipo de los Toros Neza donde solo duro menos de un año. En mediados de 1996 Pineda es reintegrado al América.  Para su segunda etapa con las águilas, Pineda nuevamente tiene escasa participación en el torneo Invierno '96. En julio de 1997 pasó a los Rayos de Necaxa y por allá del Invierno 1998 convierte en uno de los delanteros más importantes en el fútbol mexicano, sin embargo no pudo consolidarse en un equipo y de allí tuvo pasos por Atlante, Monterrey, Cruz Azul, Pachuca, La Piedad y eventualmente regresando con Atlante. En el Apertura 2002 y el Clausura 2003 no vio actividad en la Primera División y para el Apertura 2003 es fichado por Puebla.

### Clubes
| Club             | País          | Año           | Partidos | Goles | Media |
| ---------------- | ------------- | ------------- | -------- | ----- | ----- |
| C.D. Guadalajara | México        | 1991 - 1992   | 21       | 2     | 0.1   |
| C. América       | México        | 1992 - 1994   | 14       | 2     | 0.14  |
| Toros Neza       | México        | 1994 - 1996   | 31       | 14    | 0.45  |
| C. América       | México        | 1996 - 1997   | 38       | 14    | 0.37  |
| I.D. Necaxa      | México        | 1997 - 1998   | 56       | 29    | 0.52  |
| Atlante F.C.     | México        | 1999          | 17       | 13    | 0.76  |
| C.F. Monterrey   | México        | 1999          | 15       | 11    | 0.73  |
| Cruz Azul F.C.   | México        | 2000          | 9        | 1     | 0.11  |
| Pachuca C.F.     | México        | 2000 - 2001   | 39       | 17    | 0.44  |
| C.F. La Piedad   | México        | 2001          | 9        | 6     | 0.67  |
| Atlante F.C.     | México        | 2002          | 11       | 3     | 0.27  |
| Puebla F.C.      | México        | 2003 - 2004   | 0        | 0     | 0     |
| Atlante Neza     | México        | 2004          | 3        | 0     | 0     |
| Total carrera    | Total carrera | Total carrera | 263      | 112   | 0.43  |

## Estadísticas

### Clubes
| C.D. Guadalajara · México |               |               |     |     |    |   |    |    |     |      |      |
| 1ª | 1991-92       | 18            | 2   | 3   | 0  | - | -  | 21 | 2   | 0.1  |      |
| Total club | Total club    | 18            | 2   | 3   | 0  | - | -  | 21 | 2   | 0.1  |      |
| C. América · México |               |               |     |     |    |   |    |    |     |      |      |
| 1ª | 1992-93       | 4             | 0   | -   | -  | 2 | 0  | 6  | 0   | 0    |      |
| 1ª | 1993-94       | 8             | 2   | -   | -  | - | -  | 8  | 2   | 0.25 |      |
| 1ª | 1996-97       | 31            | 9   | 7   | 5  | - | -  | 38 | 14  | 0.37 |      |
| Total club | Total club    | 43            | 11  | 7   | 5  | 2 | 0  | 52 | 16  | 0.31 |      |
| Toros Neza · México |               |               |     |     |    |   |    |    |     |      |      |
| 1ª | 1995-96       | 30            | 14  | 1   | 0  | - | -  | 31 | 14  | 0.45 |      |
| Total club | Total club    | 30            | 14  | 1   | 0  | - | -  | 31 | 14  | 0.45 |      |
| I.D. Necaxa · México |               |               |     |     |    |   |    |    |     |      |      |
| 1ª | 1997-98       | 24            | 13  | -   | -  | 3 | 2  | 27 | 15  | 0.56 |      |
| 1ª | 1998          | 23            | 11  | 1   | 0  | 5 | 3  | 29 | 14  | 0.48 |      |
| Total club | Total club    | 47            | 24  | 1   | 0  | 8 | 5  | 56 | 29  | 0.52 |      |
| Atlante F.C. · México |               |               |     |     |    |   |    |    |     |      |      |
| 1ª | 1999          | 17            | 13  | -   | -  | - | -  | 17 | 13  | 0.76 |      |
| 1ª | 2002          | 11            | 3   | -   | -  | - | -  | 11 | 3   | 0.27 |      |
| Total club | Total club    | 28            | 16  | -   | -  | - | -  | 28 | 16  | 0.57 |      |
| C.F. Monterrey · México |               |               |     |     |    |   |    |    |     |      |      |
| 1ª | 1999          | 15            | 11  | -   | -  | - | -  | 15 | 11  | 0.73 |      |
| Total club | Total club    | 15            | 11  | -   | -  | - | -  | 15 | 11  | 0.73 |      |
| Cruz Azul F.C. · México |               |               |     |     |    |   |    |    |     |      |      |
| 1ª | 2000          | 9             | 1   | -   | -  | - | -  | 9  | 1   | 0.11 |      |
| Total club | Total club    | 9             | 1   | -   | -  | - | -  | 9  | 1   | 0.11 |      |
| Pachuca C.F. · México |               |               |     |     |    |   |    |    |     |      |      |
| 1ª | 2000-01       | 34            | 15  | -   | -  | 5 | 2  | 39 | 17  | 0.44 |      |
| Total club | Total club    | 34            | 15  | -   | -  | 5 | 2  | 39 | 17  | 0.44 |      |
| C.F. La Piedad · México |               |               |     |     |    |   |    |    |     |      |      |
| 1ª | 2001          | 9             | 6   | -   | -  | - | -  | 9  | 6   | 0.67 |      |
| Total club | Total club    | 9             | 6   | -   | -  | - | -  | 9  | 6   | 0.67 |      |
| Puebla F.C. · México |               |               |     |     |    |   |    |    |     |      |      |
| 1ª | 2003-04       | 0             | 0   | -   | -  | - | -  | 0  | 0   | 0    |      |
| Total club | Total club    | 0             | 0   | -   | -  | - | -  | 0  | 0   | 0    |      |
| Atlante Neza · México |               |               |     |     |    |   |    |    |     |      |      |
| 2ª | 2004          | 3             | 0   | -   | -  | - | -  | 3  | 0   | 0    |      |
| Total club | Total club    | 3             | 0   | -   | -  | - | -  | 3  | 0   | 0    |      |
| Total carrera | Total carrera | Total carrera | 236 | 100 | 12 | 5 | 15 | 7  | 263 | 112  | 0.43 |
| (1)Incluye datos de la Copa México y Pre Pre Libertadores (1998). (2)Incluye datos de la Copa Campeones CONCACAF (1992 y 1996), Recopa CONCACAF (1997), Pre-Libertadores (1999) y Copa Merconorte (2000). |               |               |     |     |    |   |    |    |     |      |      |

### Selección nacional
| Selección     | Año           | Amistosos | Amistosos | Eliminatorias | Eliminatorias | Mundial | Mundial | Copa Oro | Copa Oro | Copa América | Copa América | Copa Confederaciones | Copa Confederaciones | Total | Total |
| Selección     | Año           | Part.     | Goles     | Part.         | Goles         | Part.   | Goles   | Part.    | Goles    | Part.        | Goles        | Part.                | Goles                | Part. | Goles |
| ------------- | ------------- | --------- | --------- | ------------- | ------------- | ------- | ------- | -------- | -------- | ------------ | ------------ | -------------------- | -------------------- | ----- | ----- |
| Sub-20        |               |           |           |               |               |         |         |          |          |              |              |                      |                      |       |       |
| 1991          | -             | -         | -         | -             | 4             | 4       | -       | -        | -        | -            | -            | -                    | 4                    | 4     |       |
| Total club    | Total club    | -         | -         | -             | -             | 4       | 4       | -        | -        | -            | -            | -                    | -                    | 4     | 4     |
| Sub-23        |               |           |           |               |               |         |         |          |          |              |              |                      |                      |       |       |
| 1992          | -             | -         | -         | -             | 3             | 0       | -       | -        | -        | -            | -            | -                    | 3                    | 0     |       |
| Total club    | Total club    | -         | -         | -             | -             | 3       | 0       | -        | -        | -            | -            | -                    | -                    | 3     | 0     |
| Total carrera | Total carrera | -         | -         | -             | -             | 7       | 4       | -        | -        | -            | -            | -                    | -                    | 7     | 4     |

## Selección nacional
Nunca tuvo oportunidades con la selección mexicana mayor pesé a su olfato goleador mostrando cualidades de pelear el campeonato de goleo, paradójicamente sus mejores años como futbolista fueron entre 1998 y 2000 pero Manuel Lapuente nunca lo tomó en cuenta.

### Categorías interiores
Sub-20
En 1991, Pineda fue convocado por el entrenador Alfonso Portugal para representar a México  en el Campeonato Mundial Juvenil en Portugal. En dicho torneo fue el goleador, apareciendo en todos los partidos marcando cuatro goles; en la fase de grupos frente a Suecia, dos a Brasil y uno a Costa de Marfil. Finalmente su selección fue eliminada en los octavos de final, y fue nombrado con la Bota de Oro como el máximo anotador de la competencia.
Sub-23
En 1992, fue incluido en el equipo por el entrenador Cayetano Rodríguez en los Juegos Olímpicos de Barcelona, donde jugó los tres partidos como suplente sin conseguir anotar, y su selección fue eliminada en la fase de grupos.

### Participaciones en Torneos internacionales
| Competición              | Categoría | Sede     | Resultado        | Partidos | Goles |
| ------------------------ | --------- | -------- | ---------------- | -------- | ----- |
| Copa Mundial FIFA 1991   | Sub-20    | Portugal | Cuartos de final | 4        | 4     |
| Juegos Olímpicos de 1992 | Sub-23    | España   | Primera fase     | 3        | 0     |
| Total                    | –         | –        | –                | 7        | 4     |

## Palmarés

### Torneos nacionales
| Título                     | Club        | País   | Año  |
| -------------------------- | ----------- | ------ | ---- |
| Primera División de México | I.D. Necaxa | México | 1998 |

### Copas internacionales
| Título                  | Club       | Sede      | Año  |
| ----------------------- | ---------- | --------- | ---- |
| Copa Campeones CONCACAF | C. América | Santa Ana | 1992 |

### Distinciones individuales
| Distinción                                 | Año  |
| ------------------------------------------ | ---- |
| Bota de Bronce de la Copa del Mundo Sub-20 | 1991 |

- Datos: Q7159871